# Polinices lacteus
Polinices lacteus är en snäckart som först beskrevs av Guilding 1834.  Polinices lacteus ingår i släktet Polinices och familjen borrsnäckor. Inga underarter finns listade i Catalogue of Life.